# محتوى مائي

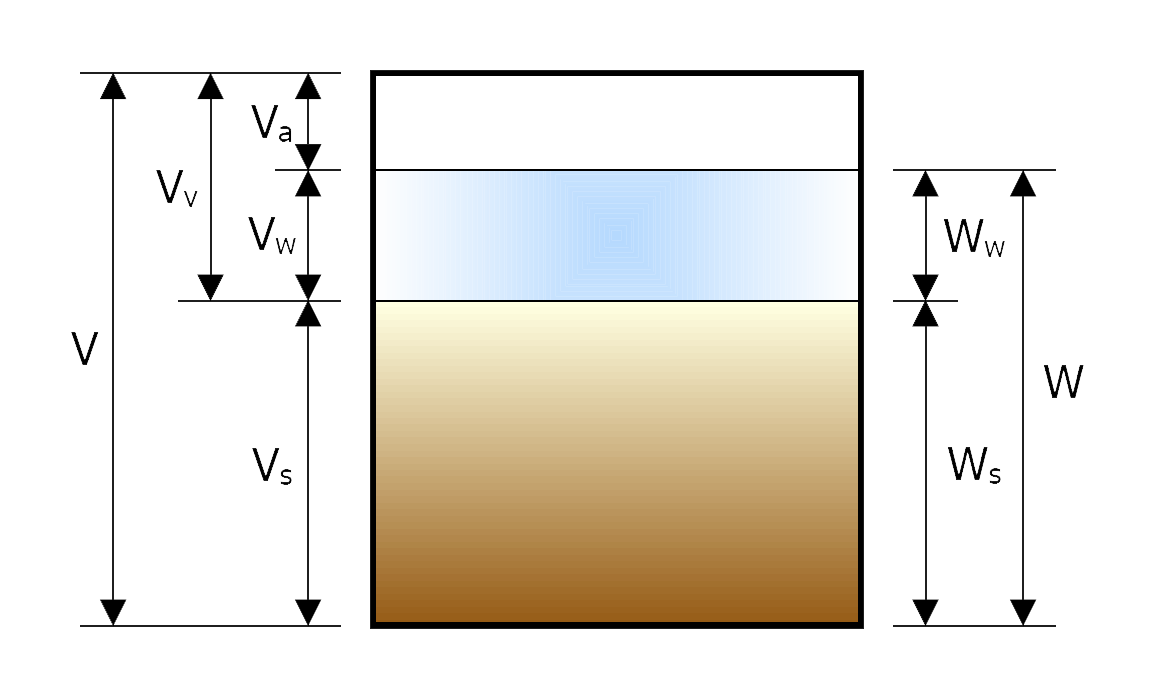
تكوين التربة

محتوى الماء أو محتوى الرطوبة هي كمية الماء الموجودة في المادّة.

## رطوبة التربة
رطوبة التربة المتاحة (المفيدة)
هي كمية المياه الموجودة في التربة القابلة للاستغلال من النبات، أي التي يكون امتصاصها ميسراً من النبات، وتنحصر هذه الكمية القابلة للاستغلال من النبات بين السعة الحقلية للتربة، وبين نقطة الذبول.
-السعة الحقلية للتربة هي الحد الأقصى من الرطوبة التي تستطيع الاحتفاظ بها عندما تكون مشبعة بالماء.
-نقطة الذبول هي النقطة التي إذا ما انخفضت كمية المياه المخزونة في التربة دونها أخذت أوراق النبات الخضراء بالذبول.

## اقرأ أيضا
- متانة الانتفاخ
- جهد الماء